# 塞萊山
47°29′25″N 10°03′36″E / 47.490391°N 10.059958°E

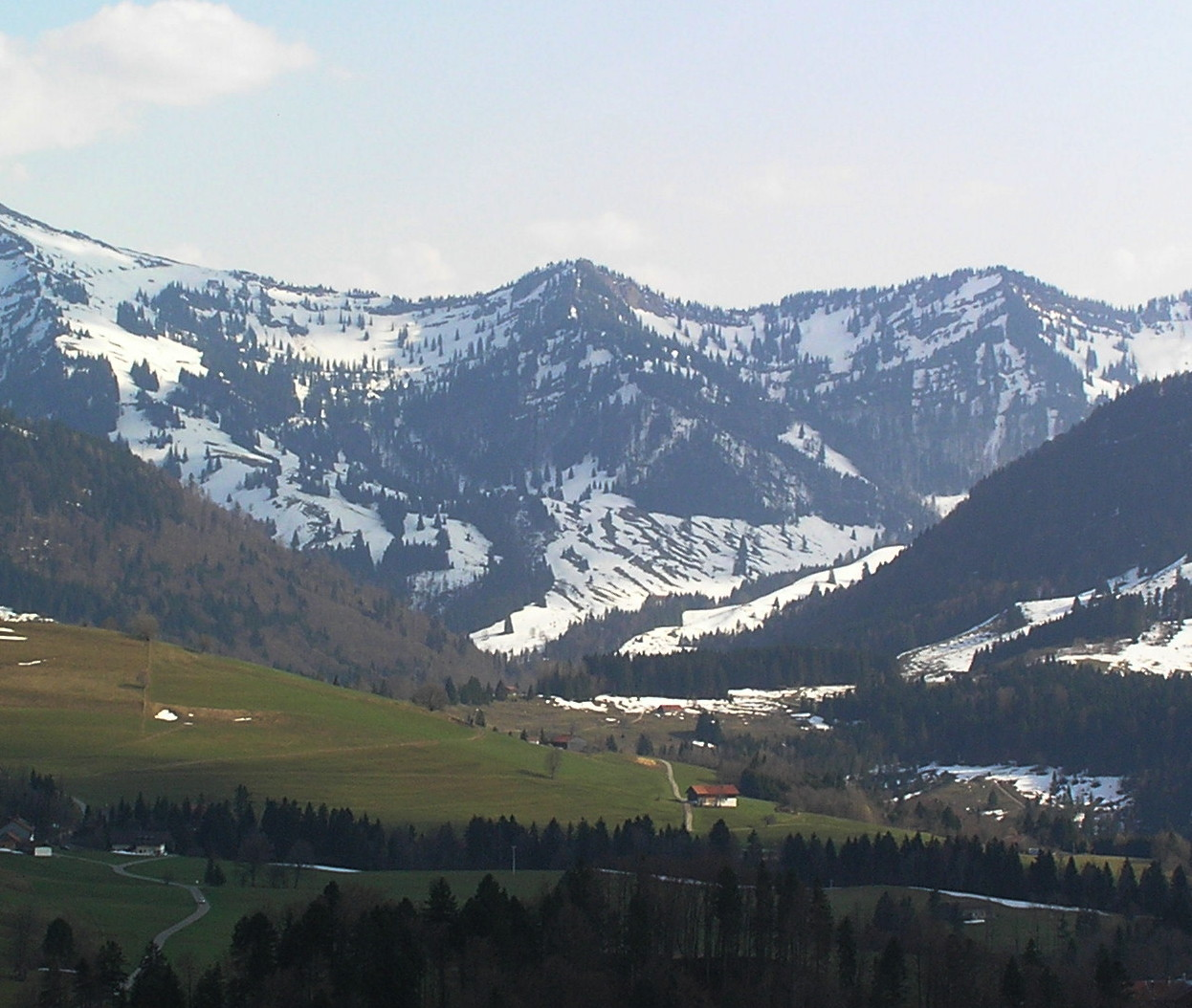

塞萊山（德語：Seelekopf），是德國的山峰，位於該國東南部，由巴伐利亞負責管轄，屬於阿爾高阿爾卑斯山脈的一部分，距離霍赫格拉特山0.8公里，海拔高度1,663米。